# Солнечное затмение 31 июля 1981 года
Солнечное затмение 31 июля 1981 года — полное солнечное затмение 145 сароса.

## Описание
Время затмения: 2,9 часа. Длительность полного затмения не превышала 129 секунд.
Лунная тень прошла по земле путь в 8250 км, из них около 7100 км — по суше от побережья Грузии через Северный Кавказ, Казахстан и Южную Сибирь до восточных границ СССР. Далее тень Луны двигалась по поверхности Тихого океана и закончила свой маршрут у Гавайских островов. Максимальный диаметр лунной тени на поверхности Земли составил 108 км.
В Томске во время этого затмения наблюдались серебристые облака.